# Platygaster danica
Platygaster danica är en stekelart som beskrevs av Peter Neerup Buhl 1999. Platygaster danica ingår i släktet Platygaster och familjen gallmyggesteklar. Inga underarter finns listade i Catalogue of Life.